# Lavadero

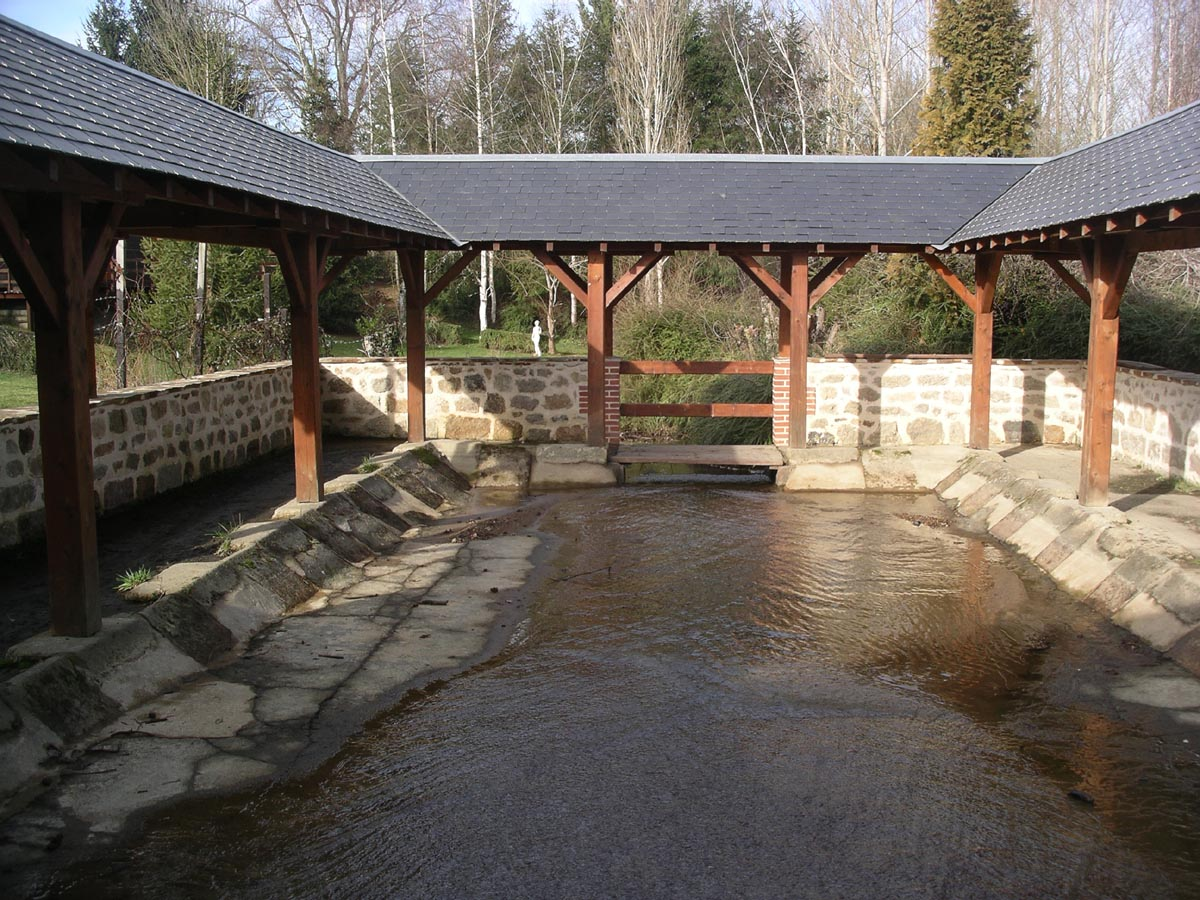
Lavadero público de Bonnat

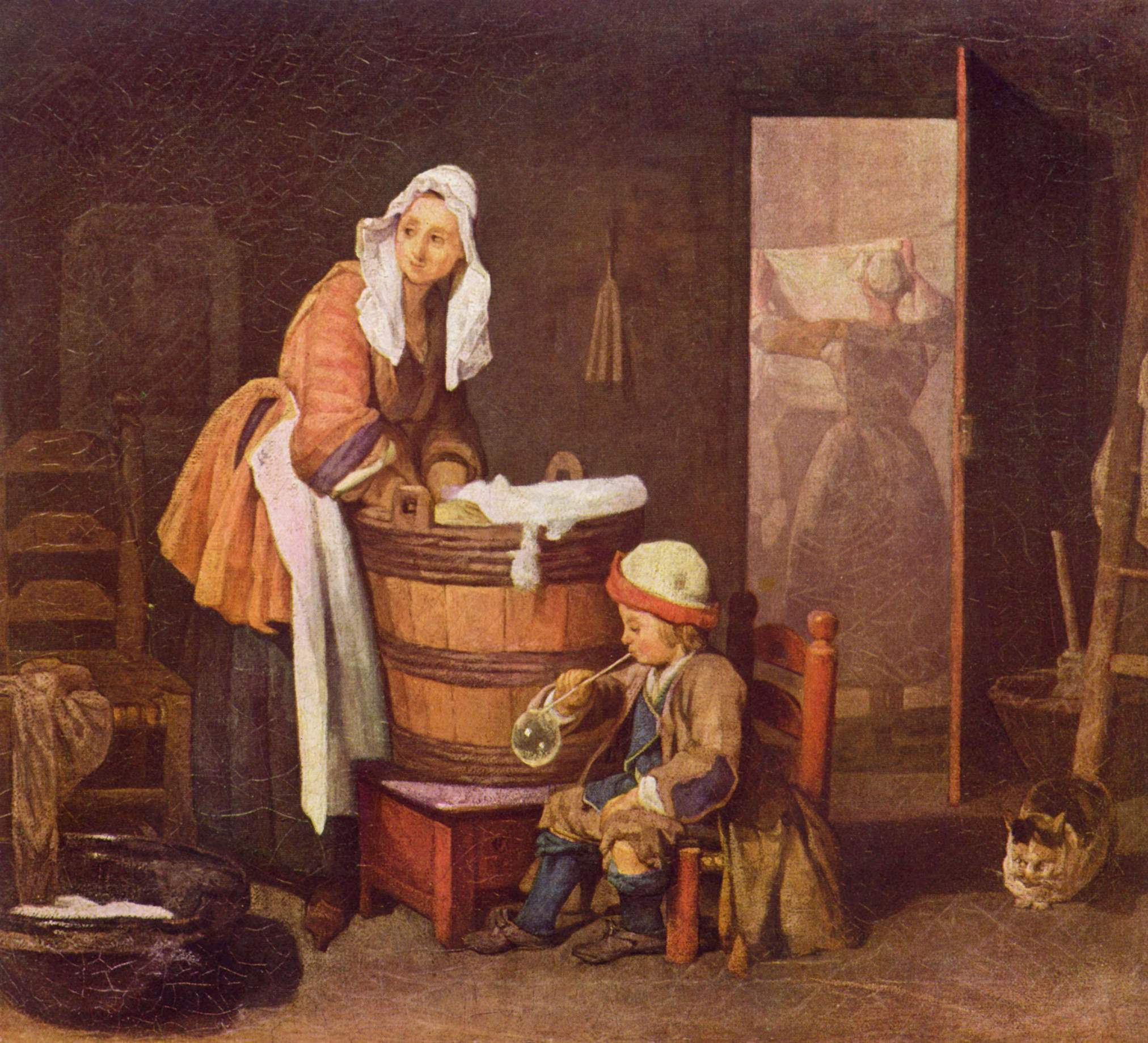
Mujer remojando ropa en una tina o barreño de madera en una casa francesa del siglo. Pintura al óleo de Jean Siméon Chardin.

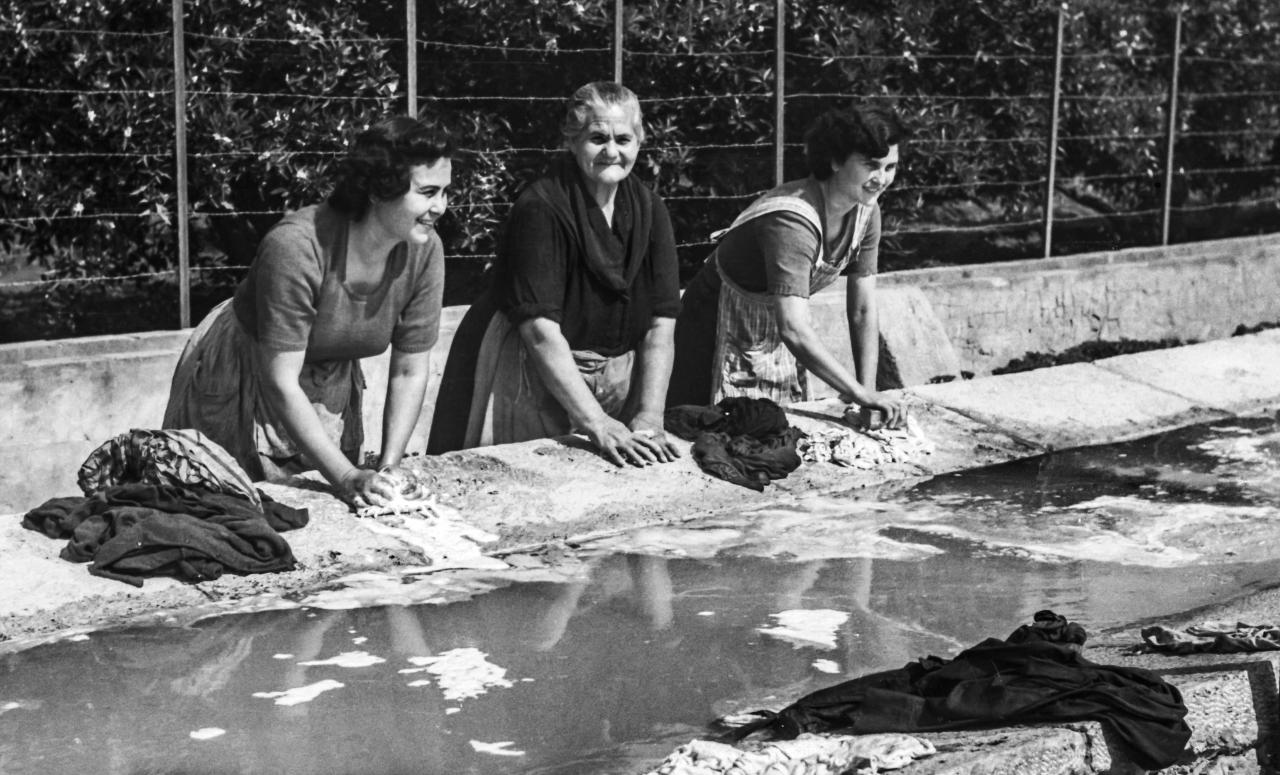
Mujeres en el lavadero público El Vaporet, Alginet, 1950

Un lavadero o lavandero es el lugar, espacio o construcción donde se lava la ropa. También se llama así al recipiente doméstico donde se hace la colada.
Un lavadero dispone, por lo general, de una tabla o piedra lisa que en algunas partes de América se llama batea. En un hogar moderno, un lavadero puede estar equipado con una lavadora y una secadora automáticas, e incluir una pila de lavar grande para lavar determinadas prendas, así como una tabla de planchar. 
En las casas de vecinos o viviendas rurales el espacio del lavadero o sus elementos han estado situados tradicionalmente en la planta baja o el sótano. Antes de la introducción del agua corriente en las casas, las poblaciones solían disponer de un lavadero público donde las mujeres acudían a hacer la colada. Los modelos de construcción, abastecimiento de aguas, emplazamiento, etc, son muy diversos.

## Historia
A la hora de centrarnos en la historia de los lavaderos no puede dejarse de lado la situación de las infraestructuras con las que contaban los pueblos y ciudades en los siglos XVII, XVIII,XIX, fechas en las que se empiezan a construir los primeros lavaderos.
En aquella época los pueblos y muchas de las ciudades, no contaban ni con luz eléctrica ni con alcantarillado y mucho menos con agua corriente, y mucho menos potable, es por ello que la gestión del agua se convierte en fundamental. Así, el uso del agua tenía un orden:
1. consumo humano (bebida) y de animales.
2. Limpieza
3. Riego
4. En casos excepcionales podía existir un cuarto uso, la utilización del agua para la industria como fuente de energía para mover molinos o batanes.[5]

Normalmente el agua de pozo y los pluviales era destinada al consumo de los animales y para la higiene humana.
El agua de “boca humana”, la que se usaba para beber, venía de fuentes, es decir de manantiales de agua que podía recogerse directamente o bien a través de aguadores, personas que llevaban, por un precio, el agua de las fuentes y manantiales  a los hogares de la gente que podía pagar por ella.
Antes de la construcción de los lavaderos, la gente utilizaba para lavar lugares donde se dispusiera de agua a ser posible con corriente.
En ocasiones el agua fluye en función del régimen de lluvias, y por ello, presentan irregularidades y una fuerte temporalidad.
En otras ocasiones se empleaba agua embalsada, bien por régimen de pluviales o por la crecida de los ríos.
No debemos de perder de vista el curso del agua que se da en los acuíferos, y surge en las fuentes que en ocasiones continúa en los ríos, se distribuye en acequias y se embalsaba en balsas de riego antes de ir a parar a los abrevaderos y lavaderos.

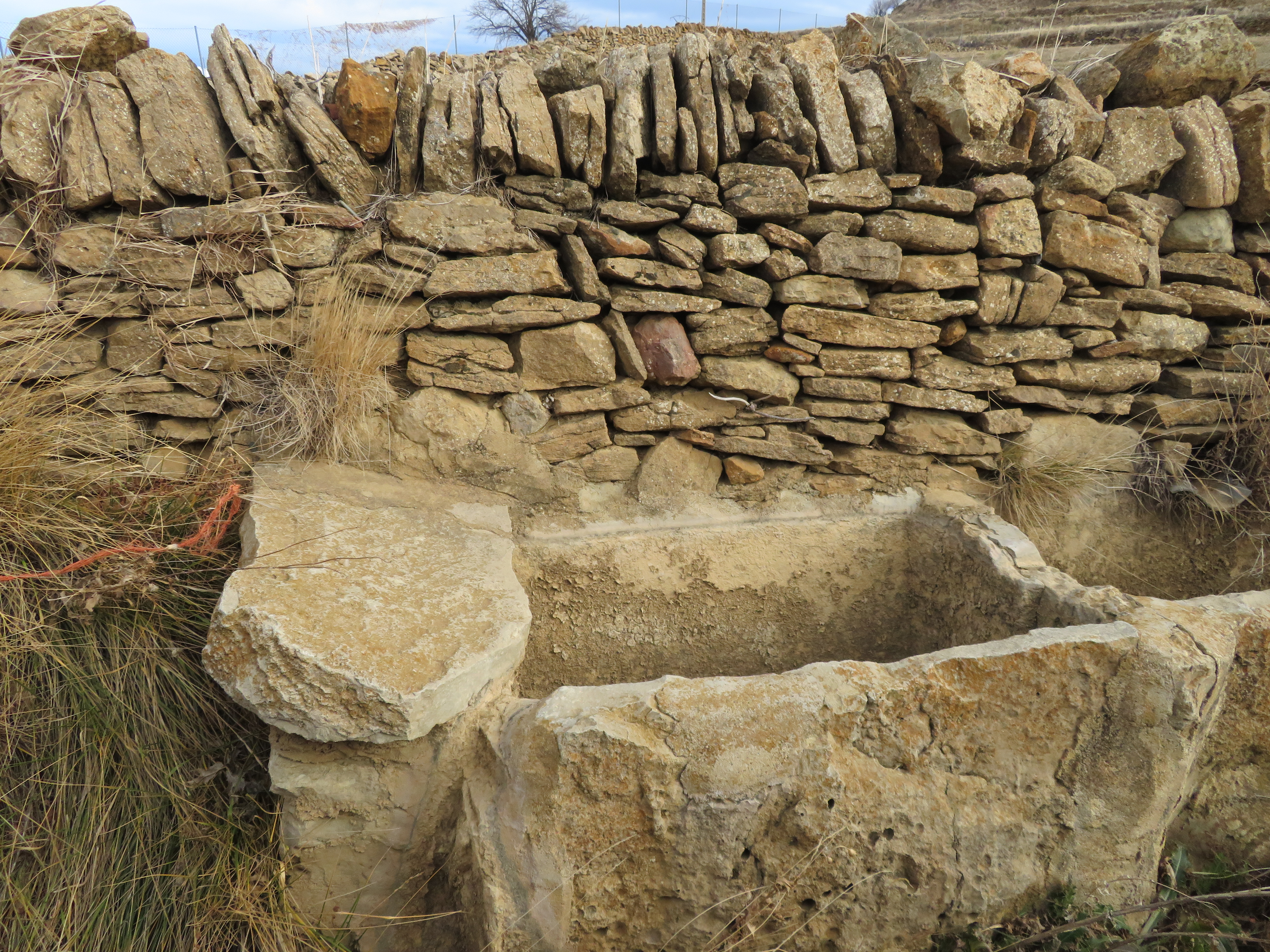
Lavadero rupestre (Cantavieja, Teruel).

Otras veces se utilizaba el agua de los ríos y de las acequias, y en este último caso, había que tener en cuenta cuándo y cuál era la acequia que iba a llevar agua para el riego.
En otras circunstancias, en la que se contaba con pozo con motor, se utilizaba el agua extraída de estos para hacer la colada.
La construcción de los lavaderos coincide con el aumento de la preocupación por la higiene y por su relación con enfermedades infecciosas, dada la frecuencia e intensidad de éstas durante finales del XVII, XVIII y principios XIX.
Estas circunstancias tuvieron relevancia a la hora de ver dónde situar los lavaderos, ya que para evitar contagios se solían situar aguas abajo. También se hacía en ocasiones partes especiales en los lavaderos en la parte más externa, para este tipo de prendas, de enfermo, de bebés, e incluso, para la ropa interior.
Un ejemplo de esto lo tenemos en las Ordenanzas Municipales de la Villa de Teulada de 1888:

CAPÍTULO XX
Lavaderos públicos.
Art. 183. El lavado de ropas se hará en los lavaderos públicos y arroyos de este término municipal.
Art. 184. Las ropas de los enfermos de males contagiosos y epidémicos, como el tifus, la viruela, fiebre amarilla, cólera, etc., etc., siendo un gran peligro para los sapos, se lavarán en el punto que la Autoridad Local indique, pasándole las ropas interiores y exteriores y las de cama por lejía o sumergiéndolas en agua clorurada.
Art. 185. Las personas a quienes se justifique haber lavado ropas de enfermos que hubieran padecido enfermedades contagiosas, en los lavaderos públicos y fuera del punto señalado por la Autoridad, incurrirán en la multa de 5 a 15 pesetas.

Art. 186. Las personas que con cualquier pretexto promoviesen altercados y riñas en los lavaderos, serán amonestadas la primera vez y multadas la segunda.

En 1926, en Alcácer se utilizó una técnica constructiva diferente aunque no única en la Comunidad Valenciana, consistente en establecer balsas independientes para cada lavandera, asignando algunas de ellas para las prendas de enfermos.
En España, generalmente, pese a que se construyeron una gran cantidad durante el siglo XIX, hay una gran cantidad de ellos que fueron construidos durante las décadas de los años 40-50 del siglo XX, y como ejemplo tenemos el caso de Chelva, donde la mayor parte de los lavaderos se construyeron durante la década de los años 50 del siglo XX.

## Tipología arquitectónica

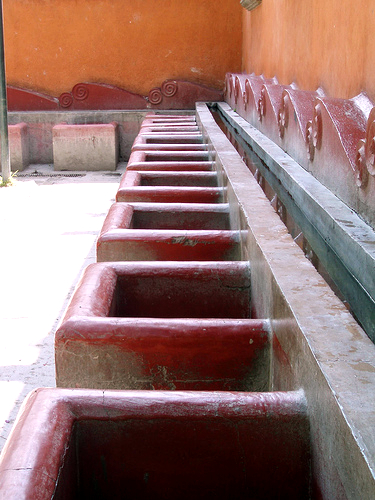
Pilas del lavadero de San Miguel de Allende (México).
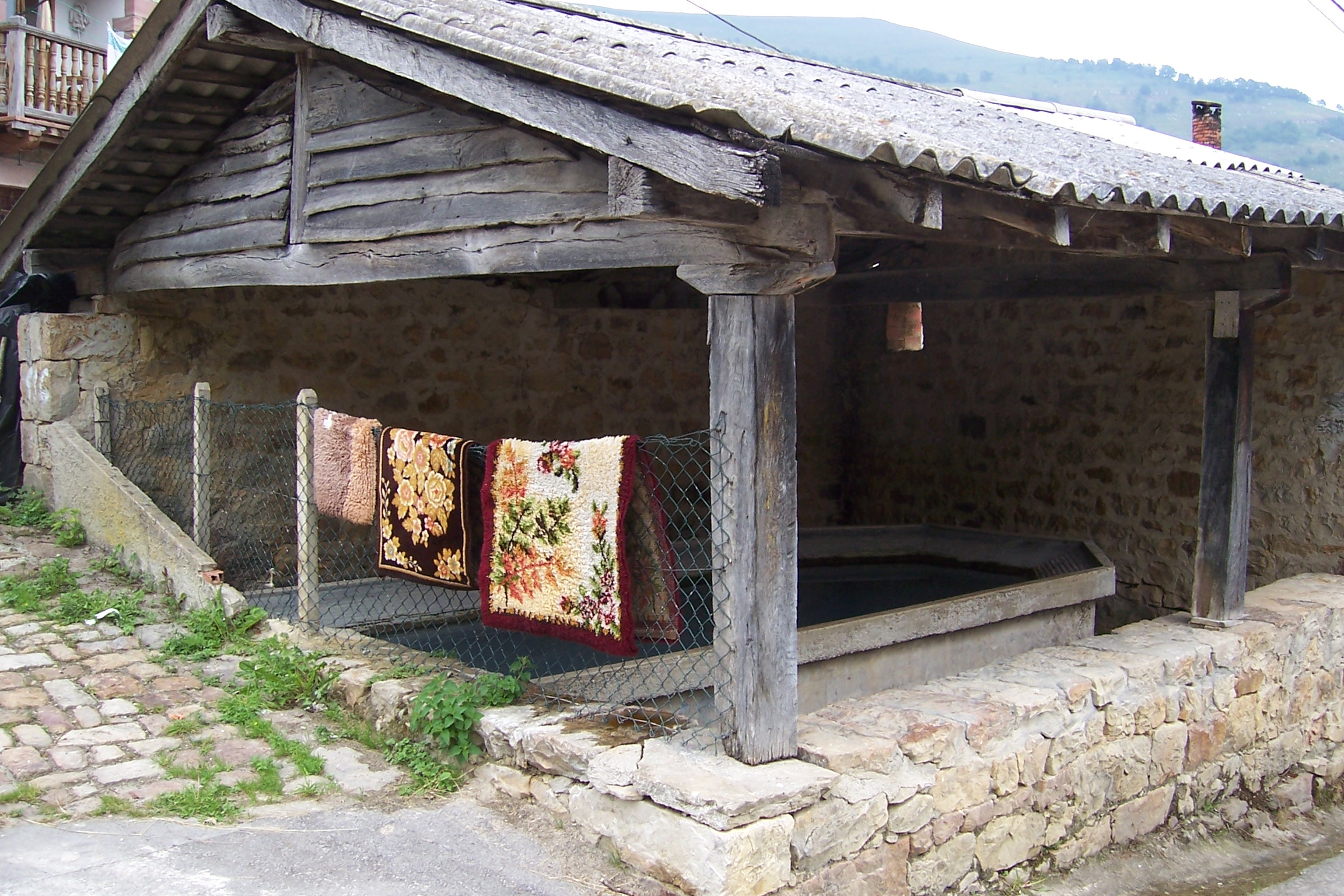
Antiguo lavadero público en San Sebastián de Garabandal (Cantabria, España).
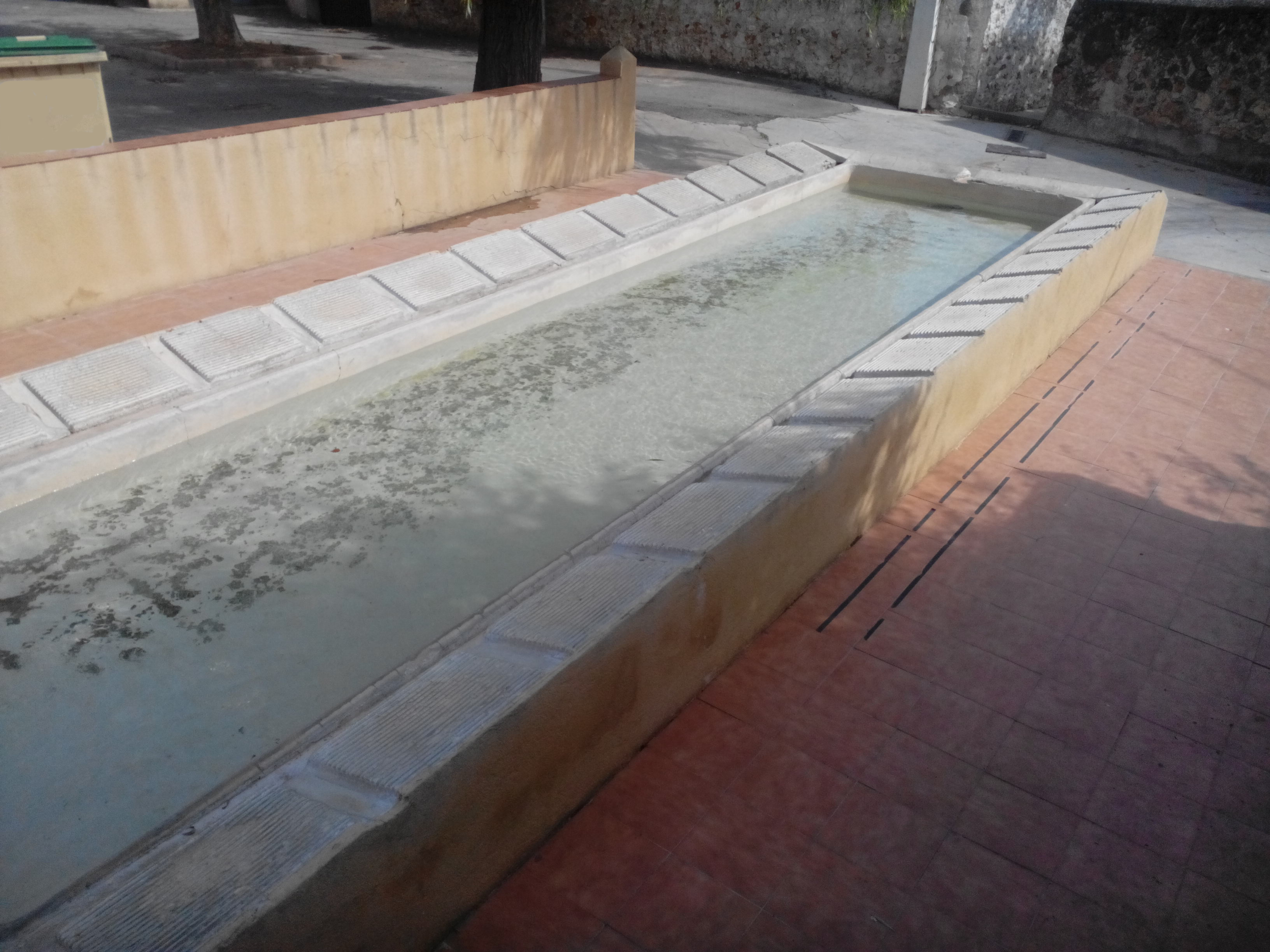
Lavadero público de 1874 en Vellisca (Cuenca, España).
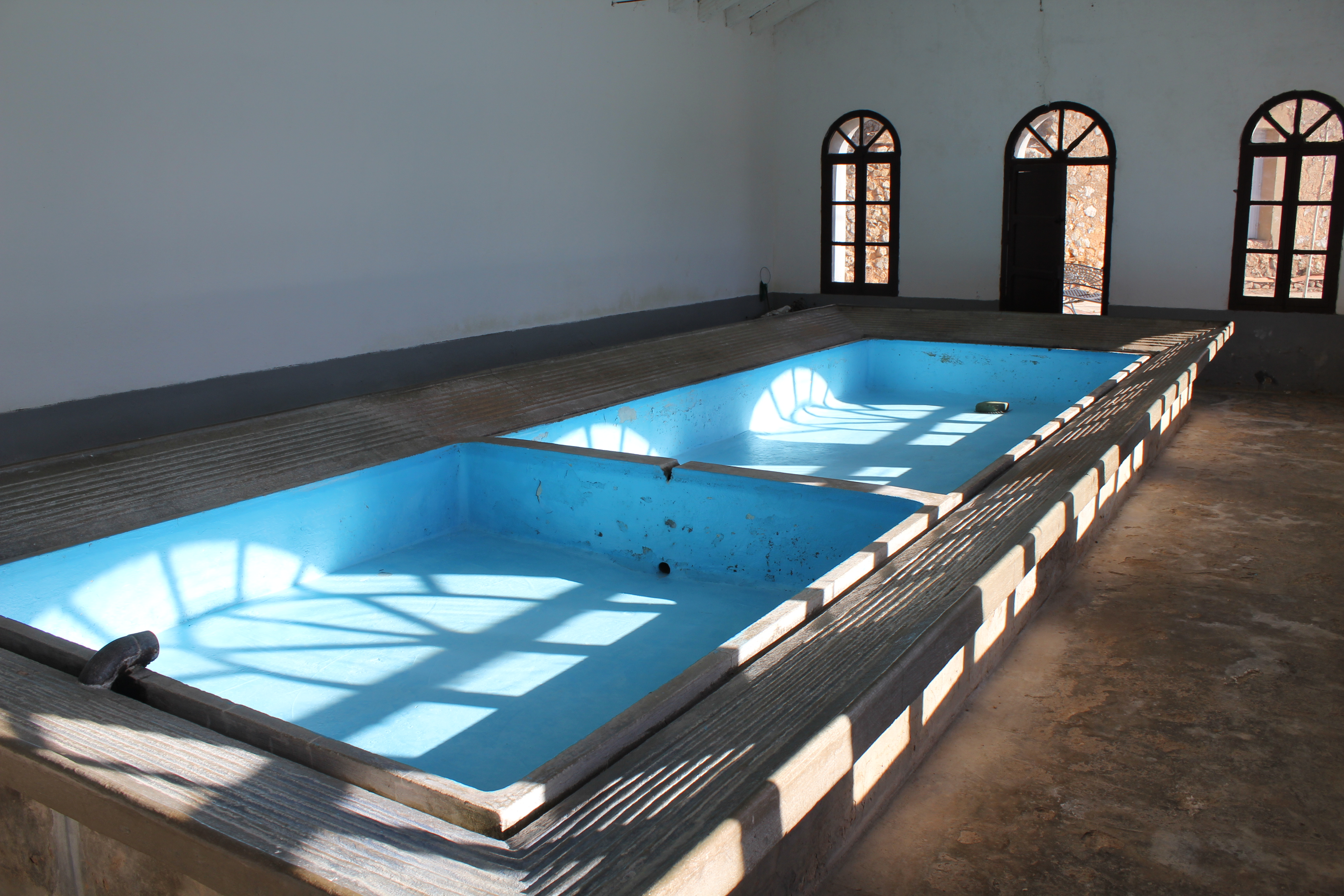
Interior del lavadero público de Jaray (Soria, España).
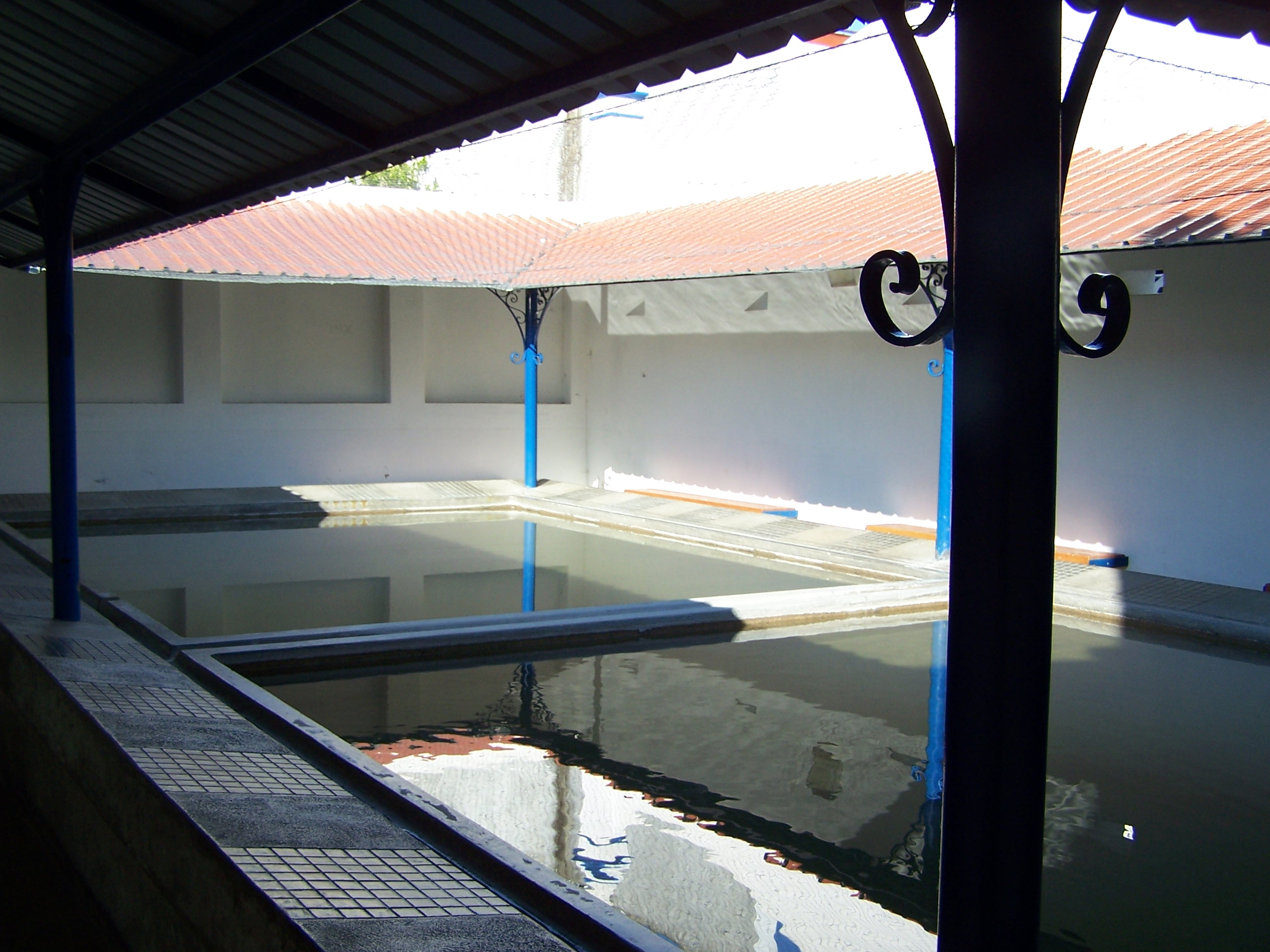
Lavaderos públicos de Cabeção (Portugal).
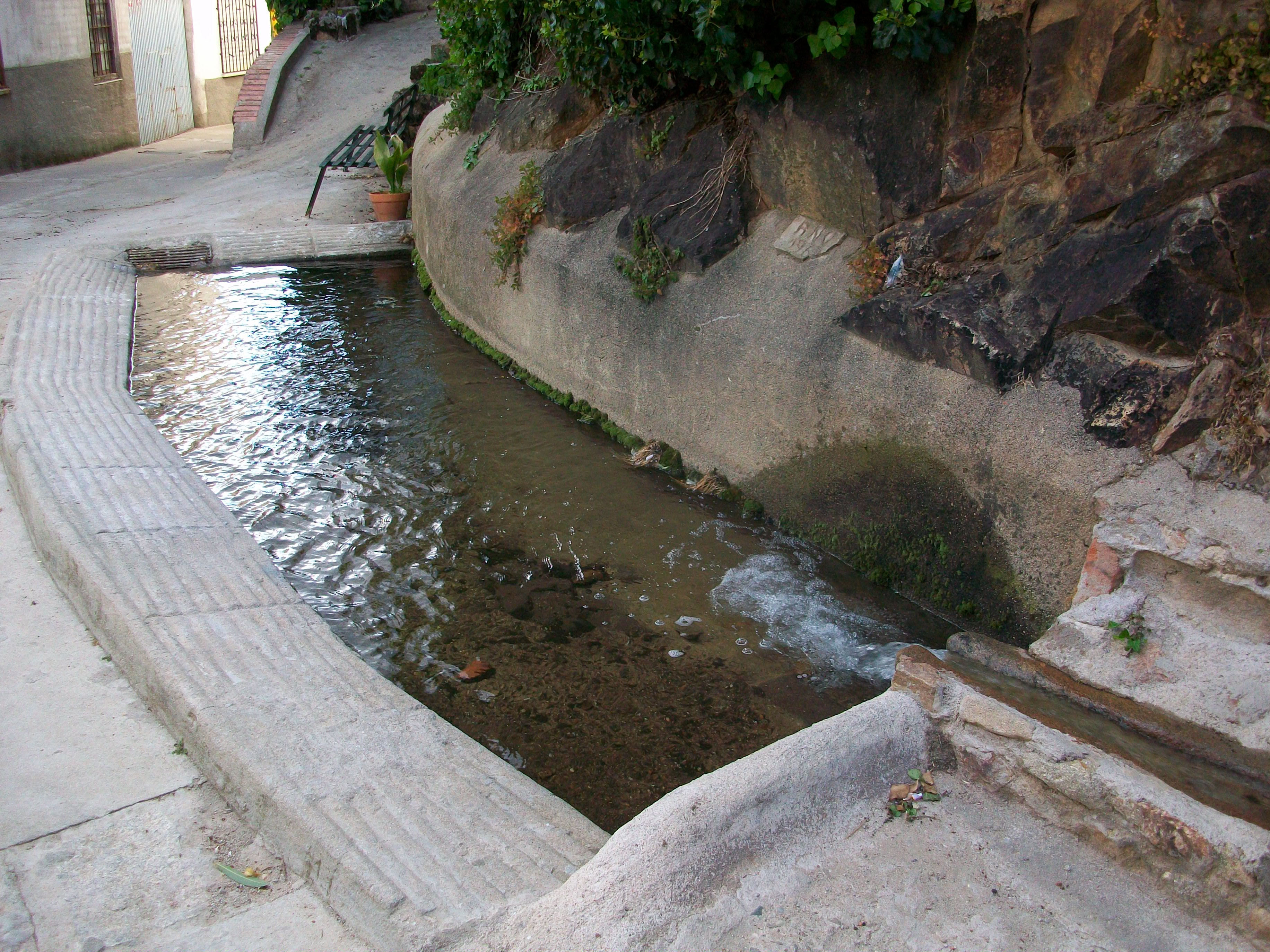
El Chorro, lavadero comunal de Barrado, (Cáceres, España).
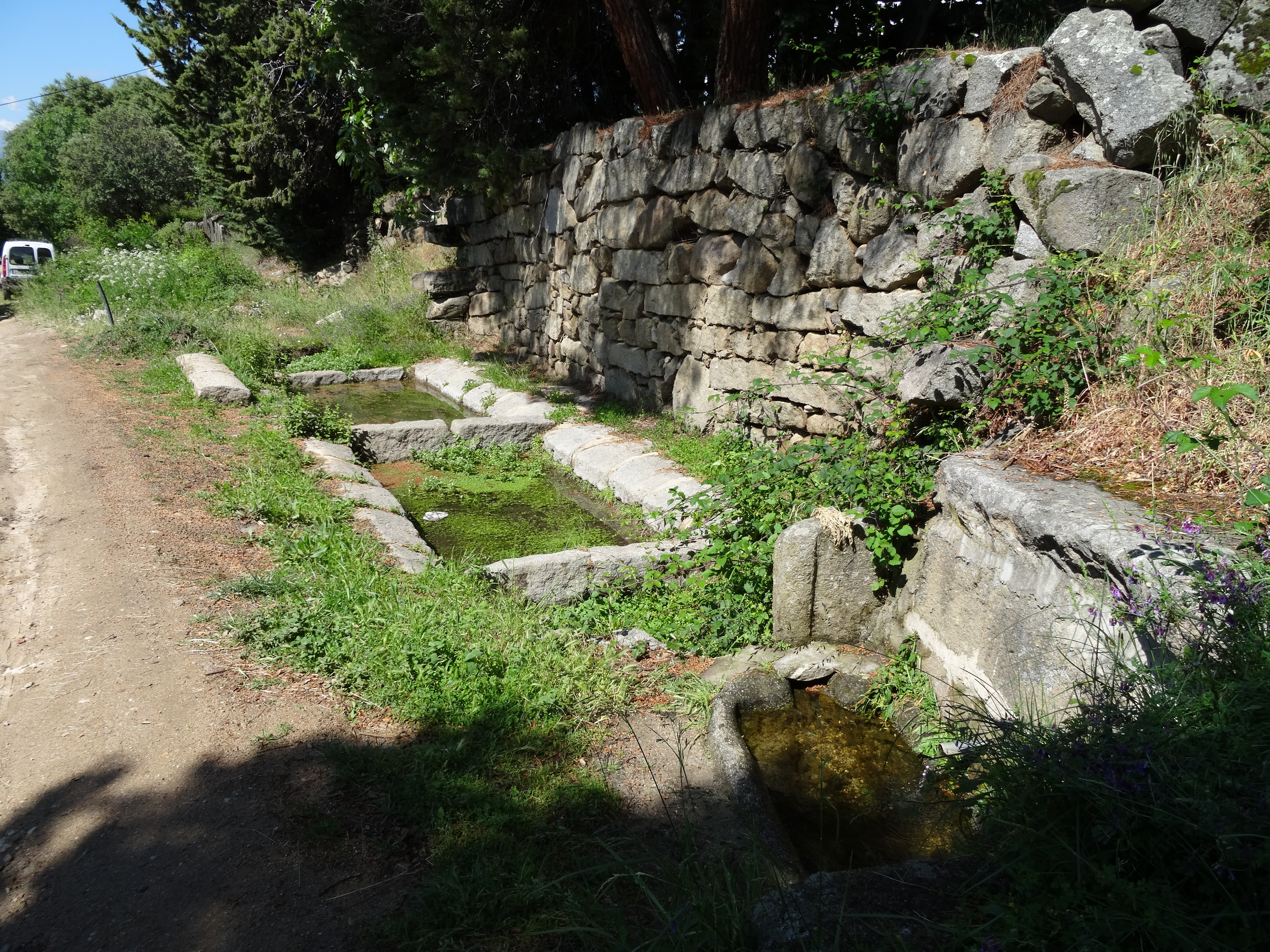
Lavadero Público y Fuente del "El Chorro" en Navalmoral de la Sierra (Ávila, España).
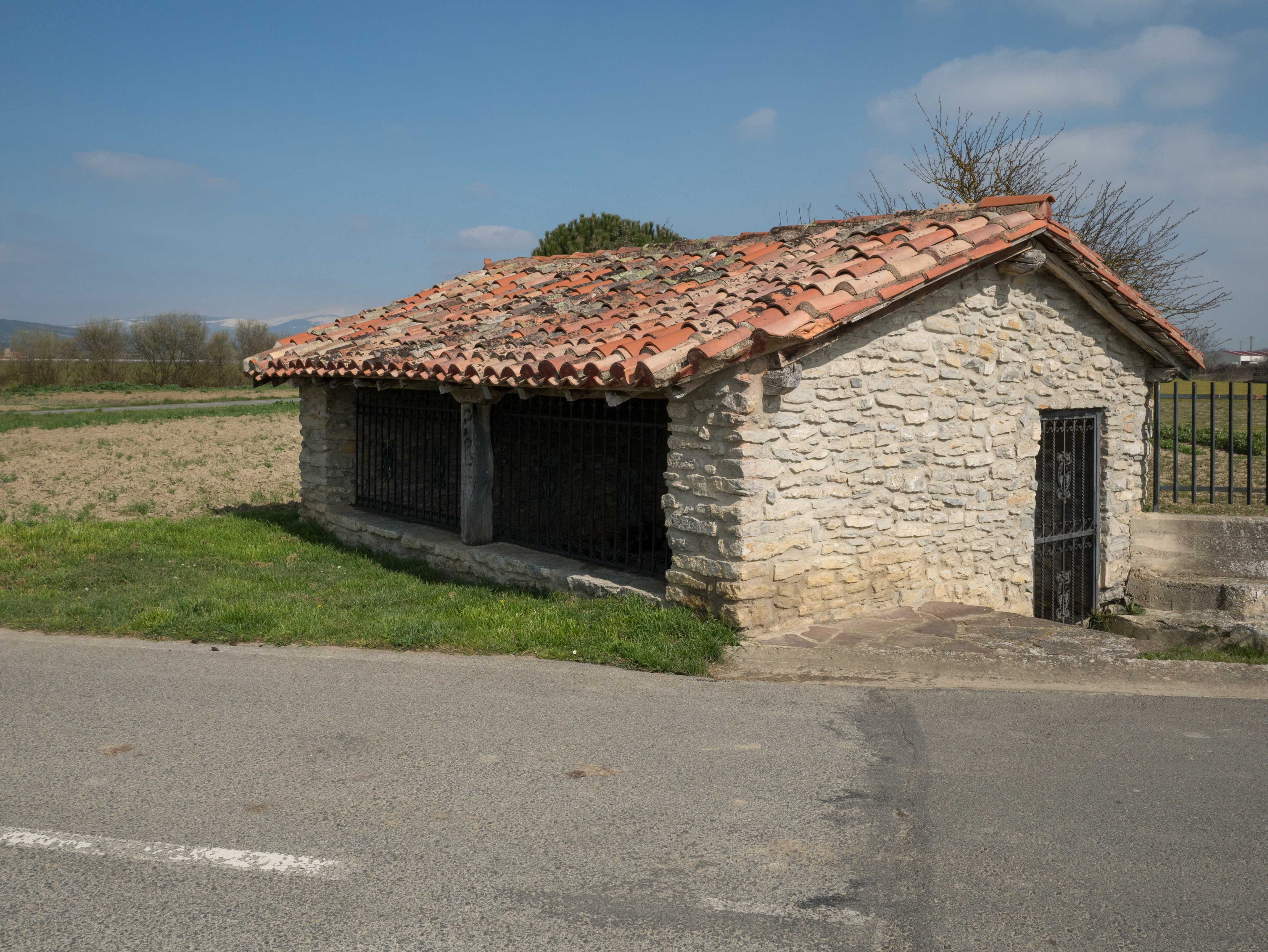
Lavadero público en Lopidana (Vitoria, España).
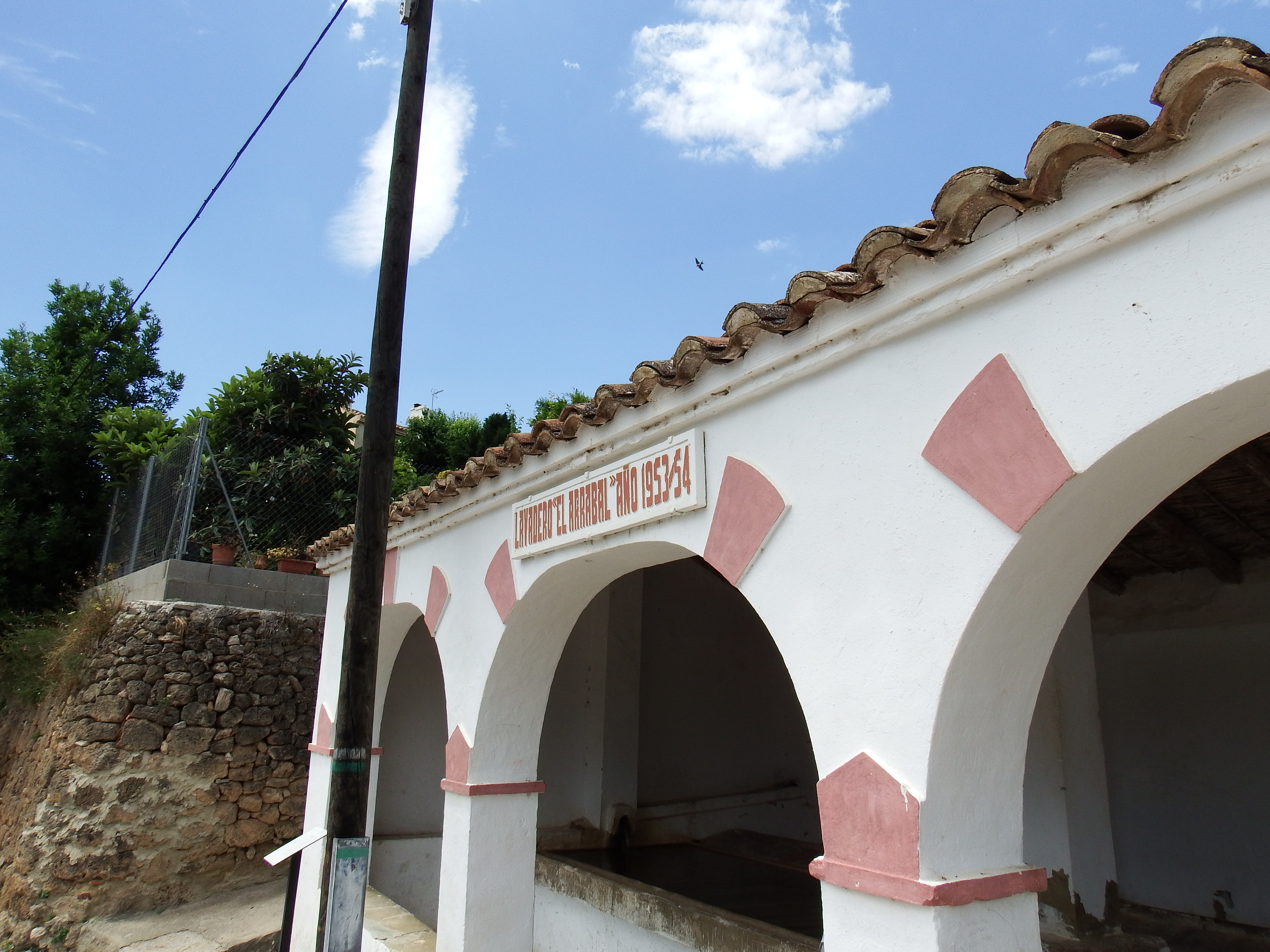

Un lavadero típico suele ser una construcción que presenta tanto tamaño como la forma variable, pese a que la mayoría suelen ser rectangulares, construido casi siempre de hormigón, y que tiene la finalidad de lavar la ropa sobre una losa.
Suelen ubicarse a la salida de los pueblos, cerca de cauces de agua y suelen estar acompañados de abrevaderos, fuentes y balsas, sobre todo en áreas rurales de España.
Los elementos que lo constituyen varían. La versión más sencilla está constituida una gaveta rectangular con una entrada y una salida de agua en corriente y una losa para el lavado.
A partir de este modelo se pueden añadir elementos, ya sean para ampliar el espacio destinado al lavado, o bien para añadir elementos nuevos como el techo.
En el caso concreto de la Comunidad Valenciana, el 90% de los lavaderos son rectangulares, aunque también edén encontrase circulares e incluso irregulares.
Respecto a la forma, aunque los hay de una única gaveta común con el agua para el lavado, lo más normal es que presenten dos e incluso en ocasiones tres gavetas comunes para el lavado.
Las gavetas están rodeadas por losas para lavar. Esta losa se dispone en dos filas, generalmente paralelas, aunque excepcionalmente pueden presentar una única fila de losas.
La forma es importante porque las esquinas, sobre todo las de la entrada de agua, eran considerados puestos privilegiados.
También hay que tener en cuenta que dependiendo del caudal en ocasiones se hace necesaria la construcción de balsas reguladoras de caudal, sobre todo con caudales irregulares o bajos.
  En ocasiones encontramos lavaderos con independientes según la utilidad que se haga de ellos, unos para lavado de ropa de enfermos, otros para pañales, otros para roba interior, etc.

## Manual de instrucciones
Lavar la ropa es una necesidad que no tiene interrupciones temporales. Para realizar la colada había muchos pasos y no todos ellos se realizaban en el mismo sitio. En muchas ocasiones la ropa debía escaldarse antes de realizar el lavado con jabón u otros productos químicos de diferente índole. Este escáldao se debía realizar en lugares donde se contara, además de agua, con fuego y calderos lo suficientemente grandes como para poder contener la ropa a desinfectar. En muchas ocasiones este escaldado se realizaba en las mismas casas o en los patios traseros de estas. Luego, el enjabonado y sobre todo el aclarado de las prendas, es lo que se realizaba en los lavaderos.
La ropa que se lavaba directamente en el lavadero, tenía su propio protocolo. Se comenzaba con el mojado de la losa en la que se iba a lavar, para limpiarla y evitar manchar la ropa de restos de suciedad de otras veces.
Luego se lavaba primero la ropa blanca. Se enjabonaba la ropa sobre la losa y la frotas y golpeas sobre la misma. Cuando la ropa estaba bien enjabonada y fregada, se lanzaba al agua para pasar al aclarado de la misma, luego se sacaba y se pasaba a su escurrido. Si la ropa continuaba sucia, se podía dejar a remojo durante la noche con agua y jabón en palanganas ya fueran de cerámica o metálicas.
También se empleaban productos químicos, como el azulete o la lejía para blanquear la ropa.
Luego se lavaba la ropa de color, aunque sí ésta estaba muy sucia y necesitaba dejarse en remojo, en ocasiones se alteraba el turno.
Algunos lavaderos contaban con barras para tender la ropa y dejarla escurrir por gravedad, para que la ropa nueva no pesara tanto para volver a casa.
Cuando volvían a casa tendían la ropa y la dejaban al sol para conseguir que ciertas suciedades acabaran de irse con los rayos del sol.

### Otros usos de los lavaderos
En aquellas poblaciones donde no se contaba con mucha agua para los lavaderos, la gente del pueblo derivaba el agua que le sobra a del consumo para beber al lavadero, las autoridades eran las que repartían el agua según la época del año, y cuando era posible la hacían correr una hora de mañana y otra de tarde. En ocasiones el agua del lavadero se empleaba para refrescarse del calor veraniego.
En otras poblaciones, dada la falta de agua corriente en los hogares, se utilizaban los lavaderos también como fregaderos de los utensilios de cocina y de comer. Para este cometido utilizaban la zona final de la balsa por donde pasaba el agua sucia, después utilizaban el agua limpia para enjuagar lo limpiado de restos con el agua sucia. En ocasiones los lavaderos tenían una parte específica para usar de fregadero. Un ejemplo lo tenemos en la Comunidad Valenciana en Serra.

## Lavaderos fluviales

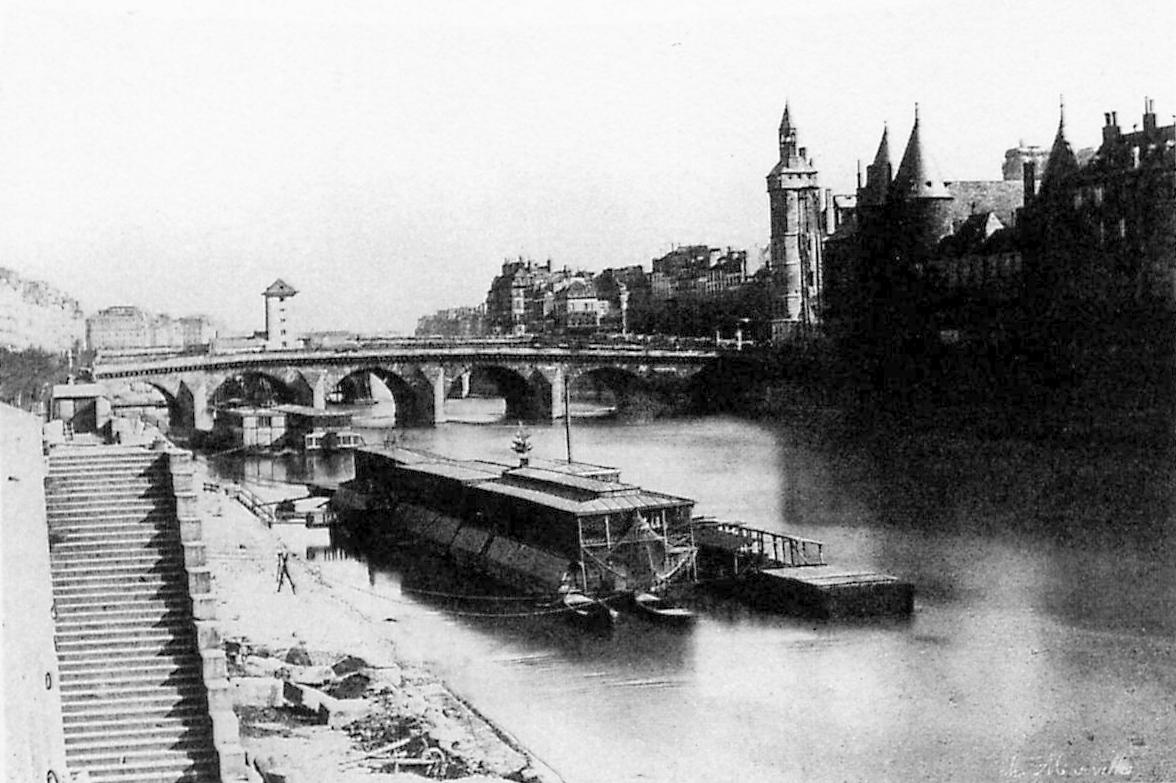
‘Barco-lavadero’ («bateaux-lavoir») en el río Sena, junto al «Pont au Change», fotografiado en el por Charles Marville

En algunas capitales francesas, principalmente París y Lyon existió en el siglo xix una importante industria de ‘barcos-lavadero’ (los populares «bateaux-lavoirs») donde se concentraba la actividad de las lavanderas de oficio.